# Venera iz Tan-Tana
Venera iz Tan-Tana navodni je artefakt pronađen u Maroku. Za nju i njezinu suvremenicu, Veneru iz Berekhat Rama, tvrdi se da su najraniji prikazi ljudskog oblika. Kritičari, posebno profesor Stanley Ambrose sa Sveučilišta u Illinoisu, Urbana-Champaign, tvrde da je oblik stijene rezultat prirodnog vremenskog utjecaja i erozije koji su slučajno stvorili objekt sličan čovjeku, tj. geofakt.
Predmet je 6 cm dugačak komad kvarcitne stijene datiran u razdoblje srednjeg Aheule, između 300 000 i 500 000 godina, što su neki protumačili kao prikaz ljudskog oblika, neodređenog roda i bezličnog. Otkriven je 1999. godine, tijekom arheološkog istraživanja Lutza Fiedlera, državnog arheologa iz Hessena u Njemačkoj, u ležištu riječne terase na sjevernoj obali rijeke Drae, u blizini mosta državne ceste N1 preko Drae, oko 10 km sjeveroistočno od marokanskog grada Tan-Tan.
Prema otkrivaču i drugima, npr, Robertu Bednariku, objekt je stvoren prirodnim geološkim procesima dajući mu općenit oblik sličan čovjeku koji je prepoznao rani čovjek i koji je uzet kao manuport. Tada je naglašen rezbarenjem kamenim klinom. "Masna tvar" na površini kamena koja sadrži željezo i mangan mogu biti ostaci oker pigmenata koje ljudi koriste za dodatno naglašavanje oblika sličnog čovjeku.

## Vanjske poveznice
|  | Zajednički poslužitelj ima još gradiva o temi Venera iz Tan-Tana |

- Don Hitchcock (Don's Maps): "The Tan-Tan Venus"